# Camelia (actrice)
Pour les articles homonymes, voir Camelia.
Camelia (كاميليا en arabe), Camellia ou Kamilia, née Lilian Victor Levy Cohen, est une actrice égyptienne. Elle est née le 13 décembre 1919 à Alexandrie et est morte dans des conditions tragiques, le 31 août 1950 à Beheira.

## Biographie
Les origines de Lilian Victor Levy Cohen sont un peu mystérieuses. Elle est née à Alexandrie au sein d'une famille juive, d'un père grec ou ingénieur français au canal de Suez et d'une mère catholique d'origine italienne par sa mère, Olga Louis Abenur, ; son beau-père serait un bijoutier juif grec, Victor Levi Cohen, mais malgré son patronyme, elle se présente constamment comme chrétienne,. 
Elle vit dans le quartier populaire d'Azarita à Alexandrie et fréquente une école anglaise de la ville. Elle est repérée à 17 ans par le (futur) réalisateur Atif Salem qui lui trouve le pseudonyme artistique de Camellia et veut faire d'elle une star,. 
Salem n'ayant pas tenu ses promesses, elle rejoint Youssef Wahbi qui rachète la starlette en herbe 3 mille livres de l'époque à Salem. Wahbi l'introduit véritablement dans le monde du cinéma, en 1946, alors qu'elle est âgée de 17 ans, en la faisant figurer dans son film Le Masque Rouge,. Elle enchaîne les interprétations en quelques années, dans moins d'une vingtaine de films,,.
Dans l'Égypte de l'après-Seconde Guerre mondiale, sa beauté pulpeuse fraye parmi le milieu artistique, fêtard et mondain, et des rumeurs circulent sur ses relations, y compris sur une liaison avec le roi Farouk d'Egypte,,,. Ne prêtant pas attention aux tabloïds, il voyage avec elle et lui achète une villa. Plusieurs hommes tombent amoureux d'elle, dont l'acteur égyptien Rushdy Abaza, qui avait le projet de l'épouser.

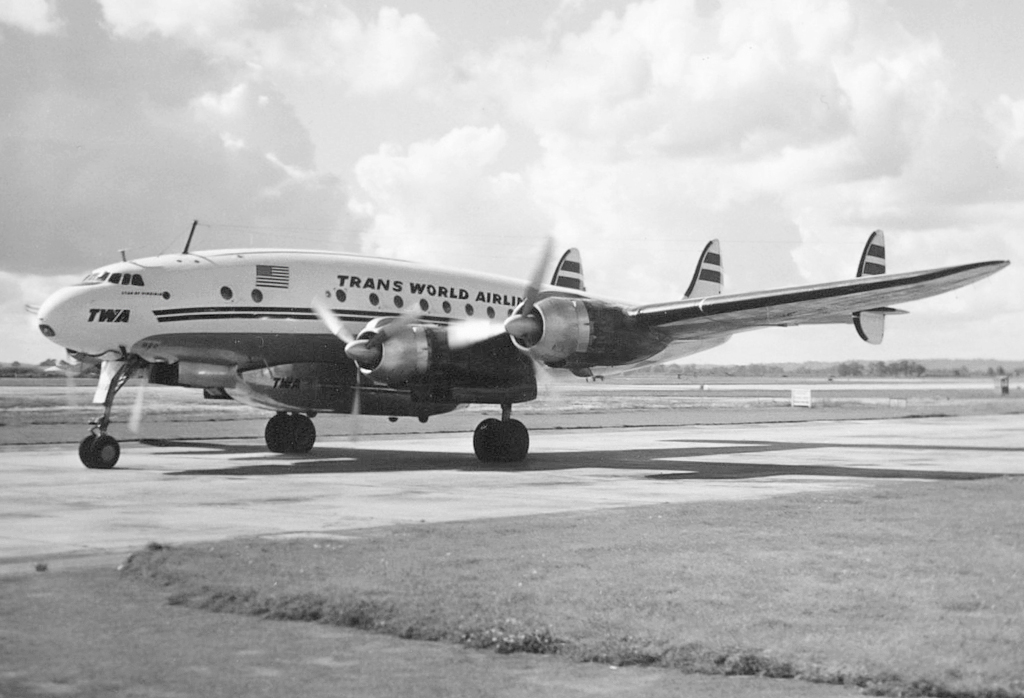
Avion similaire à celui du crash.

Elle est tuée dans un crash aérien (vol TWA 903, entre Le Caire et Rome) en 1950, à 20 ans. Alors que l'appareil, le Star of Maryland, est encore dans une phase d'ascension après son décollage du Caire, l'équipage signale que le moteur numéro trois est en feu. Les pilotes tentent de revenir au Caire, mais le moteur se sépare de l'avion, obligeant ces pilotes à tenter un atterrissage forcé dans le désert au nord-ouest du Caire. L'avion de ligne s'écrase finalement dans le gouvernorat de Beheira, tuant les 55 personnes à bord, qui sont retrouvées en partie calcinées. 
Cette fin tragique participe à un certain mystère entourant son parcours. Les théories du complot et des spéculations à propos d'espionnage, en particulier dans le contexte des relations entre les pays arabes et le nouvel État d'Israël, et de la défaite égyptienne lors de la guerre israélo-arabe de 1948, se sont répandus, mais rien n'a jamais été prouvé. 
Son souvenir reste gravé dans la mémoire du public égyptien à travers ses films toujours populaires en Égypte et sa figure de star hollywoodienne.
Le réalisateur Atef Salem, le premier à la découvrir, lui a dédié un film en 1976, (ar) حافية على جسر الذهب (Pieds nus sur un pont d'or),,.

## Films (sélection)
- 1947: القناع الأحمر (فيلم)|القناع الأحمر (Le Masque Rouge) (el Qinâ el ahmar)
- 1947: لكل يغني (فيلم)|الكل يغن (Tout en chantant) (el Kol yeghanî)
- 1948: خيال إمراة (فيلم)|خيال إمراة (Fantaisie féminine) (Khayal Imra ah)
- 1949: الروح والجسد (Âmes et corps (Arwâh hâînah)
- 1949: القاتلة (Le Meurtrier) (el Qatilah)
- 1950: امرأة من نار (Femme de feu) (Imraah min Nar)
- 1950:  لمليونير  (Le Millionnaire) (el Millionair))
- 1950: الطريق إلى القاهرة (Le Chemin vers le Caire) (El Tariq ela el Qâhirah)